# Yazoo City
Yazoo City ist ein Ort im US-Bundesstaat Mississippi. Das U.S. Census Bureau hat bei der Volkszählung 2020 eine Einwohnerzahl von 10.316 ermittelt.
Der Ort ist der Verwaltungssitz von Yazoo County. Benannt wurde er nach dem Yazoo River.

## Geschichte

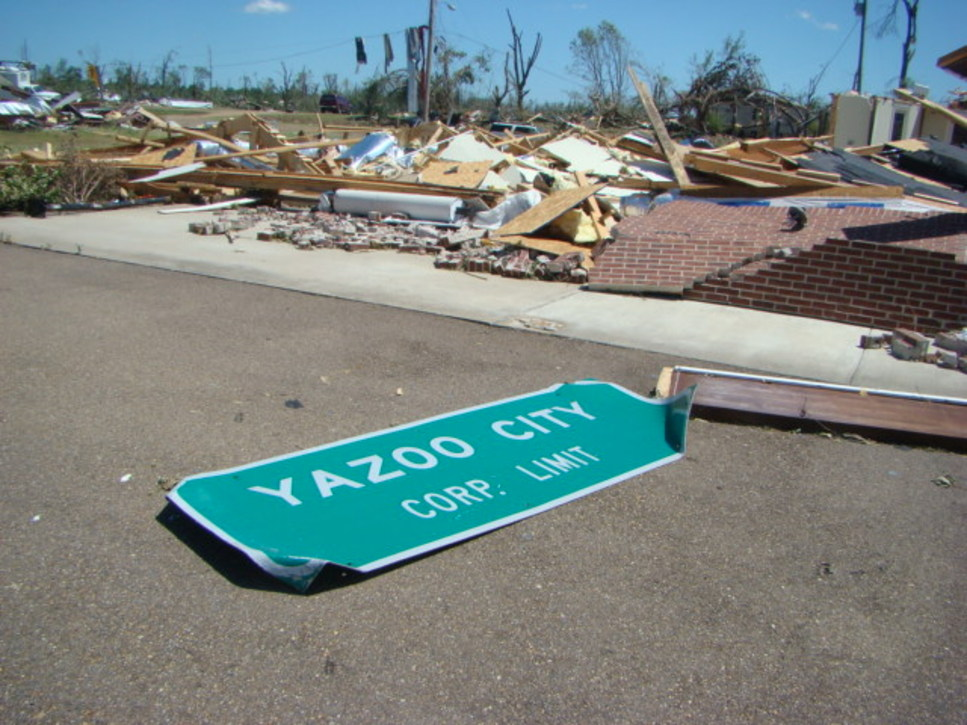
Zerstörungen des Tornados in Yazoo City

Yazoo City wurde 1824 unter dem Namen Hannan's Bluff gegründet. Später änderte man den Namen in Manchester, 1839 schließlich in Yazoo City, nach dem indianersprachigen Wort Yazoo, was so viel wie „Fluss des Todes“ bedeutet. Zehn Jahre später wurde die Stadt Verwaltungssitz des Yazoo County.
1853 ereignete sich in der Stadt eine Gelbfieber-Epidemie. Während des Amerikanischen Bürgerkriegs gab es am Yazoo River eine Schiffswerft der Konföderierten, die 1863 von den Unionstruppen zerstört wurde. Nach kurzer Rückeroberung durch die Konföderierten besetzten 1864 die Unionstruppen die Stadt und brannten die meisten Gebäude nieder. 1878 ereignete sich dann die zweite Gelbfieber-Epidemie. 1904 wurden bei einem weiteren Feuer drei Viertel der Stadt zerstört. Das Feuer breitete sich durch die Winde schnell aus, verschonte aber das County Courthouse, da es hinter einem Kanal lag. Innerhalb der nächsten zwei Jahre wurde die Stadt wieder aufgebaut. Auch die Mississippiflut 1927 beschädigte die Stadt.
Am 24. April 2010 wurden große Teile des Ortes durch einen Tornado zerstört, zehn Personen kamen ums Leben.

## Verkehr
Yazoo City liegt an der Kreuzung des U.S. Highway 49 mit den Mississippi State Highways 3, 16 und 149.
Durch die Stadt führt eine Eisenbahnstrecke der ehemaligen Illinois Central Railroad, die seit 1999 zur Canadian National Railway gehört. Neben Güterzügen verkehrt der von Amtrak betriebene Fernzug City of New Orleans, Yazoo City hat damit Verbindungen nach New Orleans und Chicago.

## Sonstiges
Yazoo City kommt in den Filmen Miss Firecracker, Crossroads, Fletch und Borat vor.

## Persönlichkeiten
Söhne und Töchter der Stadt
- William J. Mills (1849–1915), Politiker (Demokratische Partei)
- James Paul Clarke (1854–1916), Politiker (Demokratische Partei)
- Mary Johnson (1900–1970), Blues-Sängerin
- Skip James (1902–1969), Blues-Musiker
- Robert Petway (1907–1978), Blues-Gitarrist
- Tommy McClennan (1908–1962?), Blues-Musiker
- Willie Bee (1910–1942), Blues-Sänger und Gitarrist
- Della Reese (1931–2017), Jazz-Sängerin
- Lawrence Gordon (* 1936), Filmproduzent
- Stella Stevens (1938–2023), Schauspielerin
- Willie Brown (1940–2019), American-Football-Spieler
- Haley Barbour (* 1947), Politiker (Republikanische Partei), 63. Gouverneur von Mississippi
- Michael Henderson (1951–2022), Bassist und Sänger
- Mike Espy (* 1953), Politiker (Demokratische Partei)
- Houston Hoover (* 1965), American-Football-Spieler
- Tammy Thomas (* ca. 1970), Radsportlerin
- Kenneth Gainwell (* 1999), American-Football-Spieler

Weitere Personen
- Ethelbert Barksdale (1824–1893), Politiker (Demokratische Partei)